# Domanice (Luže)
Domanice jsou malá vesnice, část města Luže v okrese Chrudim. Nachází se asi 2,5 kilometru severovýchodně od Luže v katastrálním území Voletice o výměře 2,74 km². K východnímu okraji vesnice zasahuje přírodní rezervace Kusá hora.